# Liste des unités militaires du Colorado pendant la guerre de Sécession

Aux Etats-Unis d'Amérique, le 12 avril 1861, l'artillerie de Caroline du Sud ouvrit le feu sur Fort Sumter et déclencha les hostilités de la guerre de sécession. Alors que de nombreux chercheurs d’or sur le territoire du Colorado avaient des sympathies pour la Confédération, la grande majorité restait farouchement fidèle à la cause de l’ Union . 
En 1862, une force de cavalerie du Texas envahit le territoire du Nouveau-Mexique et s'empara de Santa Fe le 10 mars.  L'objectif de cette "Campagne du Nouveau-Mexique" était de saisir ou d'empêcher l'exploitation des champs aurifères du Colorado et de la Californie et de s'emparer des ports sur l'océan Pacifique pour la Confédération. Une force de volontaires du Colorado fut organisée à la hâte et se rendit à marche forcée de Denver City (territoire du Colorado ) à Glorieta Pass (territoire du Nouveau-Mexique) afin de bloquer les Texans. Le 28 mars, les Coloradans et les volontaires locaux du Nouveau-Mexique arrêtèrent les Texans à la bataille de Glorieta Pass, détruisirent leurs canons et leurs chariots de ravitaillement et mirent en fuite 500 chevaux et mules. Les Texans furent obligés de se retirer à Santa Fe. Ayant perdu leurs provisions pour leur campagne et trouvant peu de soutien au Nouveau-Mexique, les Texans durent abandonner Santa Fe et rentrèrent à San Antonio vaincus. La Confédération ne fit plus de tentative pour s'emparer du sud-ouest des États-Unis. 
| COLORADO                                                | REMARQUES                             |
| ------------------------------------------------------- | ------------------------------------- |
| 1er régiment de cavalerie du Colorado                   | 1er novembre 1862 - 18 novembre 1865. |
| 2e régiment de cavalerie du Colorado                    | Octobre 1863 - 23 septembre 1865.     |
| 3ème régiment de cavalerie du Colorado                  | 20 août 1864 - 31 décembre 1864.      |
| McLain's Independent Light Artillery Battery (Colorado) | 15 décembre 1862 - 31 août 1865.      |
| 1er régiment d'infanterie du Colorado                   | 14 décembre 1861 - 18 novembre 1865.  |
| 2e régiment d'infanterie du Colorado                    | Décembre 1861 - 31 décembre 1864.     |
| 3ème régiment d'infanterie du Colorado                  | Septembre 1862 - 23 septembre 1865.   |
| Denver City Home Guard                                  | Octobre 1861 - 1er avril 1862         |

## Voir également
- Listes des régiments américains de la guerre de sécession par État